# Marc Angers
 (avril 2025).
Marc Angers (Boucherville, 24 avril 1980 - ) est un violoniste et un auteur-compositeur-interprète québécois.

## Biographie
(octobre 2015).
Après des études en sciences et avoir un obtenu un baccalauréat en journalisme à l’Université du Québec à Montréal, en avril 2002, il entreprend une carrière de journaliste à l'hebdomadaire Le Reflet situé à Delson, il occupera ce poste pendant deux ans. Pendant ce temps, il est leader, violoniste, chanteur du groupe local El Patio Band aussi connu sous le nom de Drunken Sailors (hommage à Great Big Sea) dont le répertoire est largement composé de chansons populaires et traditionnelles à saveurs celtiques. Le groupe compte des prestations au Mondial des cultures de Drummondville, aux Mardis de la cité de Varennes, à la fête de la Saint-Jean Baptiste à Boucherville, au Festival Rock de Boucherville et d'autres prestations dans la région de Montréal.  Après un retour aux études en musique à l’Université de Montréal en 2004, il interrompt sa scolarité pour participer à Star Académie en 2005, où il parvient en finale chez les garçons. Il effectue ensuite la tournée de la troupe en 2006. 
En 2006 et 2007, Marc Angers participe à la tournée Expérience en compagnie de Marie-Eve Côté, Bruno Labrie, Jean-François Prud’homme, Marc-André Niquet et Dave Roussy. De mars à août 2007, il est l'invité de Martine St-Clair comme violoniste et interprète, pendant sa tournée en églises. 
Le 14 septembre 2007, il livre à Boucherville, son premier spectacle solo devant son équipe, ses parents, ses amis et fans. Il interprète pour la première fois ses propres compositions, L'enfant-roi, Pour elle et Réveillez-moi qui font partie de son album sorti en 2008. 
Marc Angers a contribué aux albums de Marc-André Fortin en tant que premier violon, il fut le violoniste du groupe Longue Distance, d'Anik Bérubé et de Stéphane Mercier et il figure en tant qu'interprète dans l'album de Star Académie 2005. Son premier album, L'Enfant-Roi, est réalisé par Peter Ranallo (Nicola Ciccone, Mario Pelchat, Gabrielle Destroismaisons). En vente depuis le 8 avril 2008. Un nouvel album instrumental est en préparation pour une sortie prévue en 2009.[réf. nécessaire]
Marc Angers fait partie de deux comédies musicales, soit Décembre, produit par Québecissime (décembre 2008) et Un violon sur le toit, du Rideau vert (printemps 2009 et tournée au printemps 2010).
Marc Angers était le 24 avril 2010 sur les falaises d'Étretat en France pour le tournage du clip de "L'enfant roi" réalisé par Geneviève Cardin qui devrait sortir au cours du mois de juin. Il donnait plus tard un mini concert au magasin Saturn du Havre.
En 2015 il devient un membre à part entière du groupe Bodh'aktan.

## Discographie
2009 : Un violon dans la tête : Album instrumental (violon)
2008 : L'enfant roi : Marc Angers
• 01. J'aimerais juste 
• 02. L'enfant-roi 
• 03. Pour elle 
• 04. Juste une fois 
• 05. Life is wonderful 
• 06. Dans mon cinéma 
• 07. Pardonne-moi 
• 08. Dans ces yeux-là 
• 09. Ce qu'il reste de moi 
• 10. Libre et fous 
• 11. Ou vont ces gens? 
• 12. Réveillez-moi !

## Vidéographie
- 2008: Pardonne-moi

2010 Enfant-Roi
2010 Le monde est stone instrumental
Réalisé par Geneviève CARDIN
Productions Orions

## Théâtrographie
- 2008 : Décembre - Place des Arts de Montréal
- 2009 : Un violon sur le toit - Théâtre du Rideau Vert

## Filmographie
- 2009 : Polytechnique

## Participation à d'autres albums
- 2001 : Longue Distance (Violoniste)
- 2005 : Star Académie 2005 (Disque Compilation pour lequel Marc Angers chante Lit vert de Plume Latraverse et L'étoile d'Amérique de Claude Léveillée en groupe.
- 2007 : Marc-André Fortin (Marc Angers est premier violon pour 7 titres)
- 2007 : Stéphane Mercier  Pour son album Voilà (Marc Angers a contribué comme violoniste à la pièce Dust in the wind)
- 2007 : Anik Bérubé  Pour son album Bulle de bonheur (Marc Angers a contribué comme violoniste aux pièces Reste un peu, Dans de beaux draps, et Pile ou face)
- 2009 : Carolyne Jomphe  Pour son album Homo Complexus (Marc Angers a contribué à la voix aux pièces Changer le monde et On se reverra)

## Récompense
- 2006 : Félix de l'album le plus vendu de l'année avec la troupe Star Académie 2005 pour Star Académie 2005.